# Y Niwl
Y Niwl je velšská surfrocková hudební skupina. Vznikla v severovelšské oblasti Gwynedd a tvoří ji Alun Evans (kytara), Llyr Pari (bicí), Sion Glyn (baskytara) a Gruff ab Arwel (varhany, kytara). Svou první nahrávku, eponymní album Y Niwl, skupina vydala v listopadu roku 2010 (vydavatelství Aderyn Papur). Názvy písní alba jsou čísla ve velšském jazyce, avšak nejsou nijak systematicky seřazeny.

## Diskografie
- Y Niwl (2010)
- 5 (2018)